# Sean MacKinnon
Sean MacKinnon (nascido em 24 de novembro de 1995) é um ciclista canadense. Especializado em ciclismo de pista, MacKinnon competiu nos Jogos Pan-Americanos de 2015.